# アビタ67団地

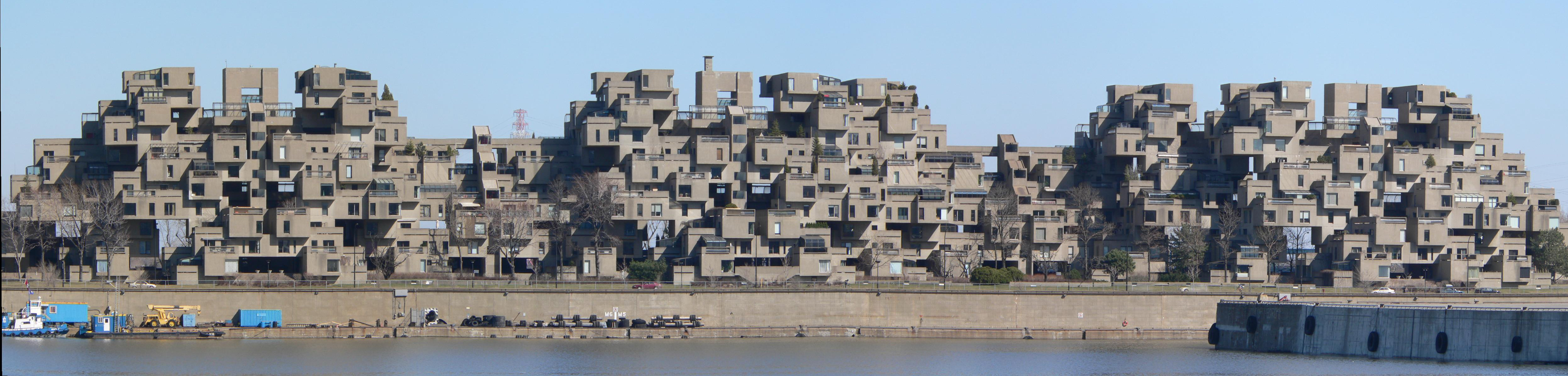
サンローラン港からみたアビタ67

アビタ67（仏: Habitat 67）はカナダのケベック州モントリオール、サンローラン川のマルクドロウン岸壁にある集合住宅。この目を引く設計は、建築家モシェ・サフディ（en:Moshe Safdie）がマギル大学の修士論文を素にして制作し、モントリオール万国博覧会（1967年）の一環として建てられた。

## 歴史

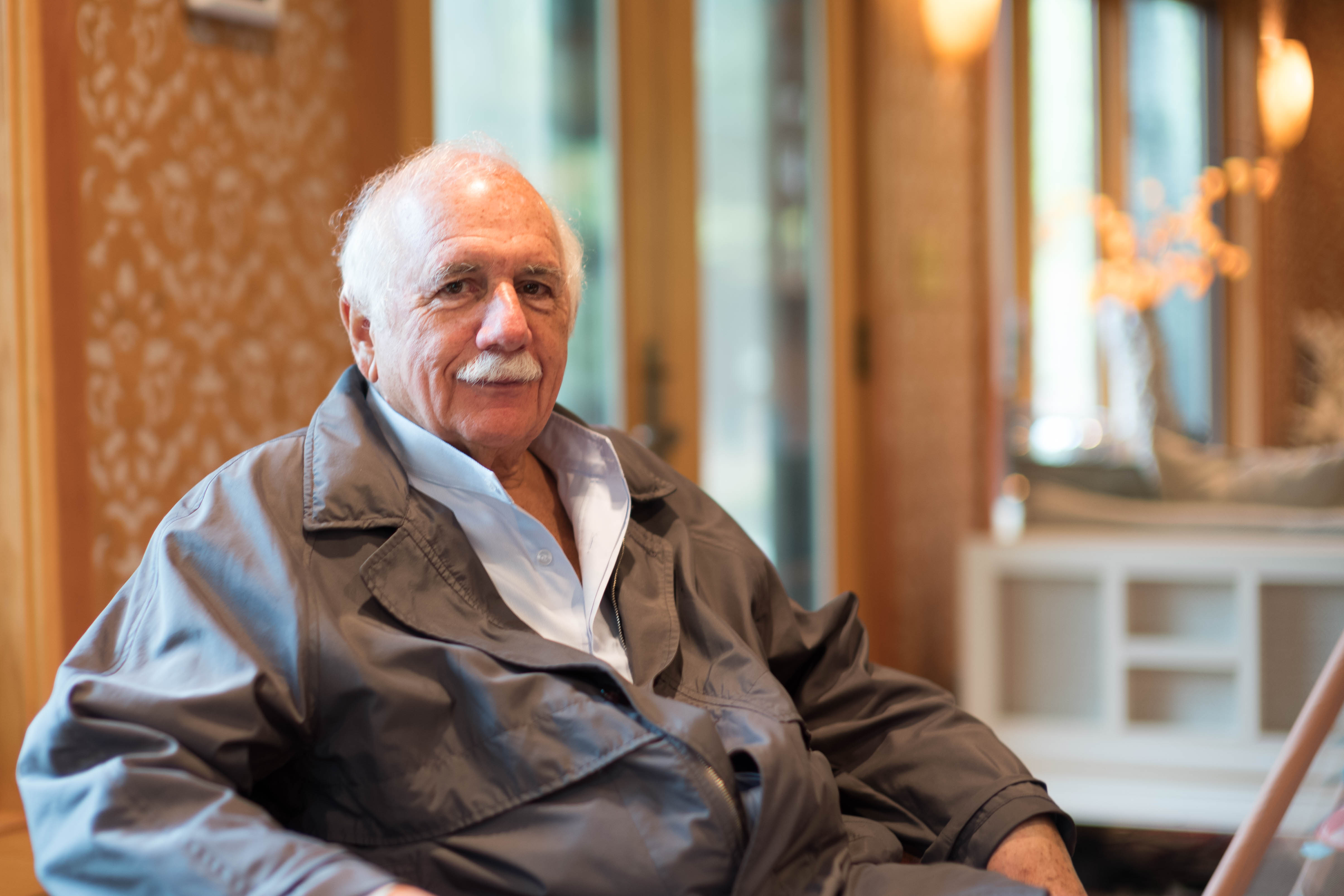
アパートの基本構想を設計したモシェ・サフディ

モントリオール万博は、1967年にモントリオールで開催された。「自由」を標榜し、アントワーヌ・ド・サン＝テグジュペリの代表作にちなみテーマは「人類と世界」と名された。住宅計画はこの万博の主要なテーマの一つであった。そして、アビタ67は主会場となり世界中からの数千人の訪問者があった。アビタ67は、会期中にモントリオールを訪れた高官たちの仮宿舎にもなった。
近代的な住宅団地建築の経済性と密度を保ち、ちりばめた各戸に多様性と非画一性を取り込むように設計された。部分の、相互に組合わさったコンクリート壁が、空間を区切る。各戸が庭を持ち、近くにあるが、個人の空間を確保し、手頃な価格となるように設計された。しかし皮肉なことに、その特徴的な建築と希少性により、2024年現在では100万ドルを超える価格で取引される部屋も少なくない。1985年に入居者達により買い取られてからは、私有の共同所有集合住居である。この団地は基本計画の段階では、より大規模なものであった。
サフディはこうした建築が広く流布することを期待した。しかし、同じようなものを他にも作ろうとする試みには、予算がつかなかった。

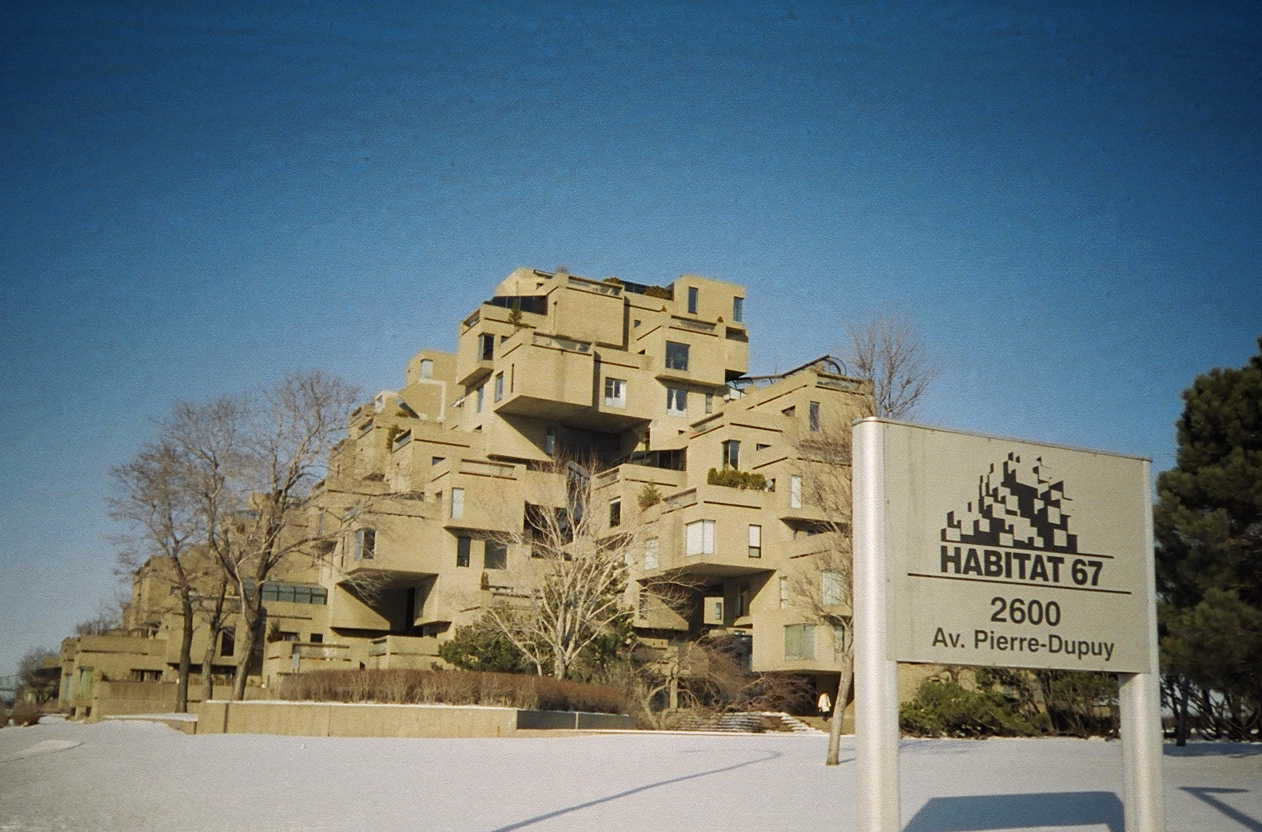
冬季
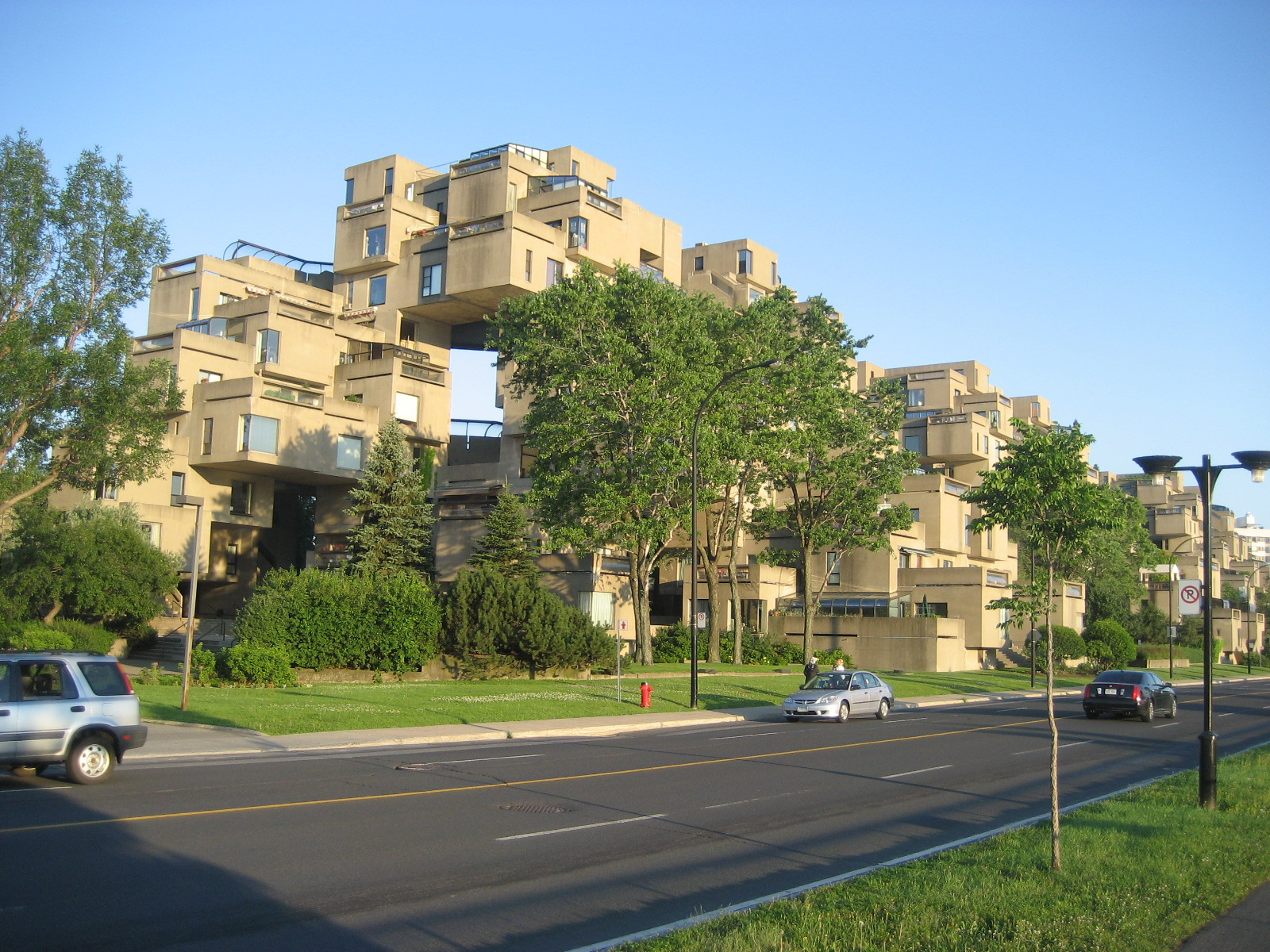
夏季
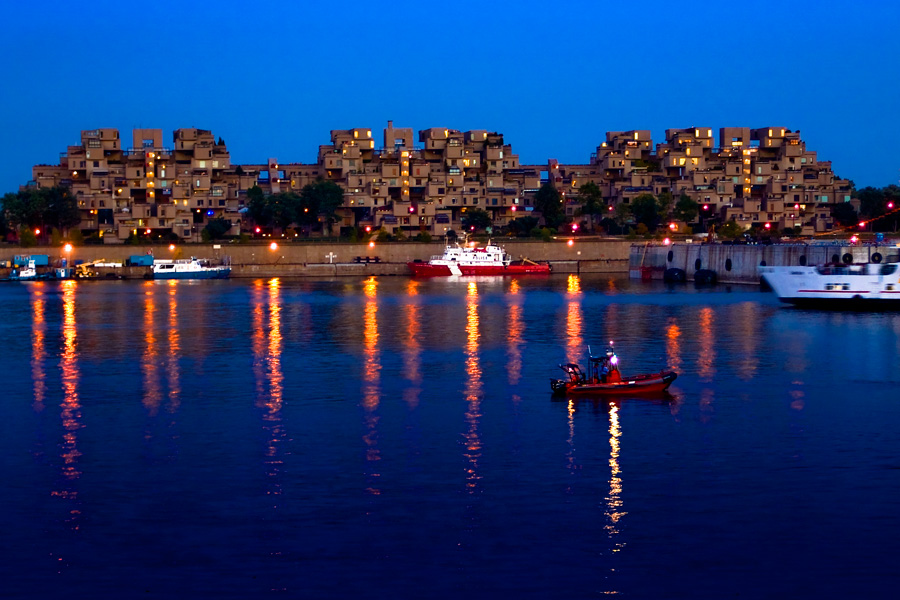
日没時

## 所在地
団地の所在地は、2600 Avenue Pierre Dupuy
（北緯45度30分00秒 西経73度32分37秒 / 北緯45.50000度 西経73.54361度座標: 北緯45度30分00秒 西経73度32分37秒 / 北緯45.50000度 西経73.54361度）.

## 参考
1. ↑  粂真美子. “モダンなビルと歴史的建造物が融合する デザインとアートの都市 モントリオール”. CREA Traveller. 2024年6月18日閲覧。
2. ↑  “Robert Stephen Lefebvre: Real Estate Broker: Habitat 67: Properties for sale and rent”. www.rslefebvre.com. 2024年6月18日閲覧。
3. ↑  “Peek inside a $1.7M condo for sale inside Montreal's iconic Habitat 67 | Urbanized” (英語). dailyhive.com. 2024年6月18日閲覧。
4. ↑  “Habitat 67’s original vision recreated in Unreal Engine by Safdie Architects, Epic Games, and Neoscape” (英語). Archinect. 2024年6月18日閲覧。

- Weder, Adele (January–February 2008). “For Everyone A Garden”. The Walrus 5 (1):  88–93.